# 互聯汽車

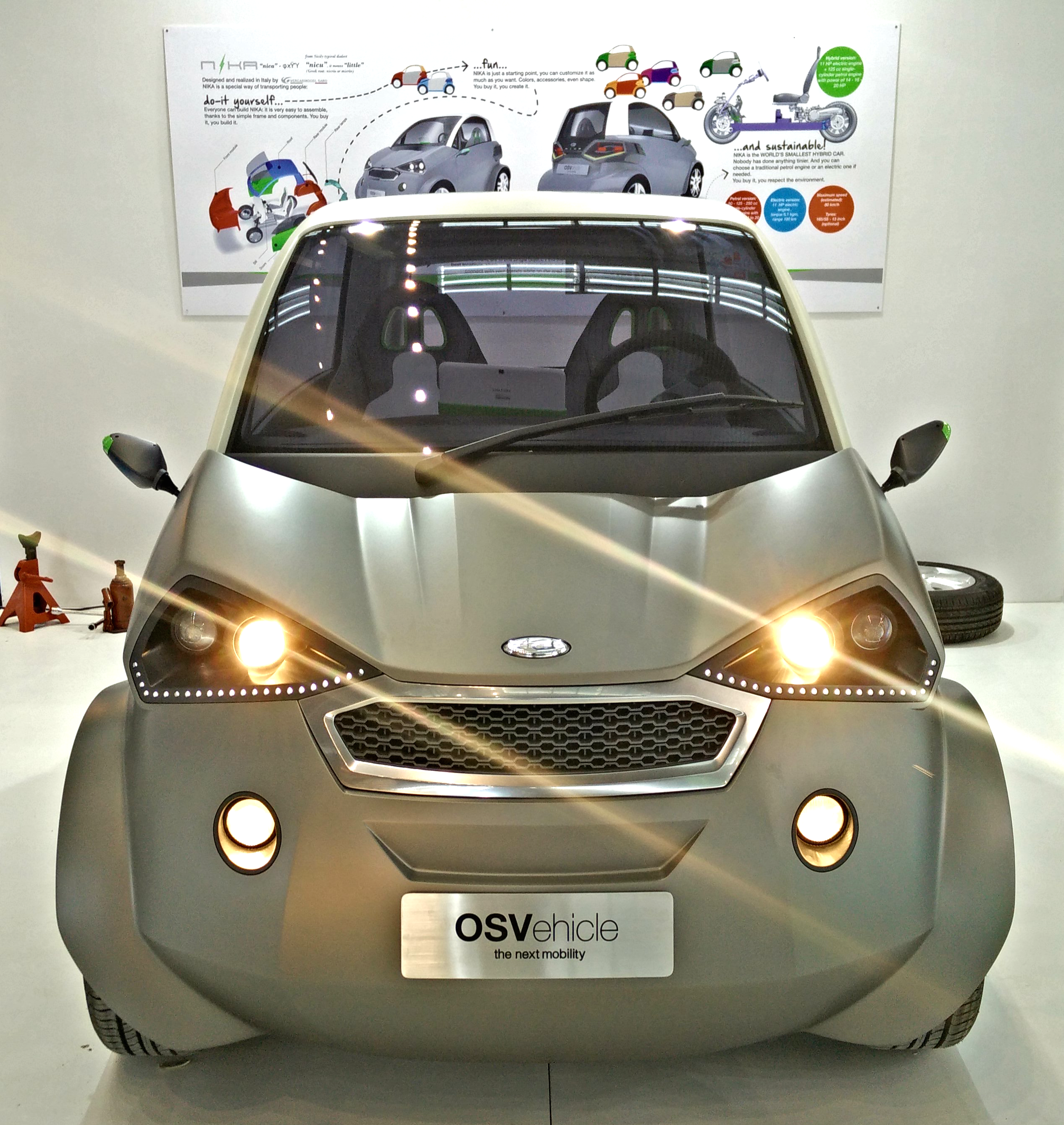
NIKA，全球首款互联汽车

互聯汽車（connected car）也稱為聯網汽車，是可以連接到互联网的車輛，一般也可以存取无线局域网，因此車輛可以和其他車內或是車外的設備分享網路資源。多半這類車輛也會有一些配合互联网或是无线局域网的特別機能，可以讓駕駛更加便利。在安全關鍵的應用中，車輛會利用專用短程通信（DSRC）廣播互聯，運作在FCC特許的5.9GHz頻段，其延迟非常的小。

## 互聯汽車的歷史
通用汽車是第一個有互聯汽車概念的汽車公司，是在1996年在凱迪拉克DeVille、Seville和Eldorado增加了OnStar。OnStar是通用汽車和摩托罗拉汽車部門（後來被大陆集团收購）一起建立的。其主要目的是為了安全性，以及在汽車發生事故時，可以得到緊急協助。救護車越快可以趕到，受傷駕駛以及乘客的存活率也就越高。可以用行動電話連線到呼叫中心，送出求助訊號。
OnStar一開始是純語音的，後來手機系統加入資料，系統可以送出全球定位系统位址資訊給呼叫中心。在OnStar成功之後，許多的汽車公司也提供類似的安全方案，新車會有免費的試用期，當試用期結束後，車主可以付費訂閱此一服務。
汽車遠端診斷是在2001年時導入的。2003年時的互聯汽車服務也包括車輛健康報告、路線規劃導航及網路存取服務。純資料的車載資訊系統最早是在2007年問世。